# Gandelu
Gandelu ist eine französische Gemeinde mit 691 Einwohnern (Stand 1. Januar 2022) im Département Aisne in der Region Hauts-de-France; sie gehört zum Arrondissement Château-Thierry und zum Kanton Villers-Cotterêts.

## Geografie
Die Gemeinde Gandelu liegt am Clignon, einem kleinen Nebenfluss des Ourcq, 19 Kilometer westnordwestlich von Château-Thierry. Im Südwesten grenzt das Gemeindegebiet an das Département Seine-et-Marne. Zu Gandelu gehört der etwa drei Kilometer vom Kernort entfernte Weiler Prément.

## Bevölkerungsentwicklung
| Jahr      | 1962 | 1968 | 1975 | 1982 | 1990 | 1999 | 2006 | 2013 | 2021 |
| Einwohner | 365  | 326  | 291  | 346  | 537  | 641  | 671  | 693  | 699  |

## Sehenswürdigkeiten
- Kirche Saint-Rémi, Monument historique[1]
- Überreste der Burg

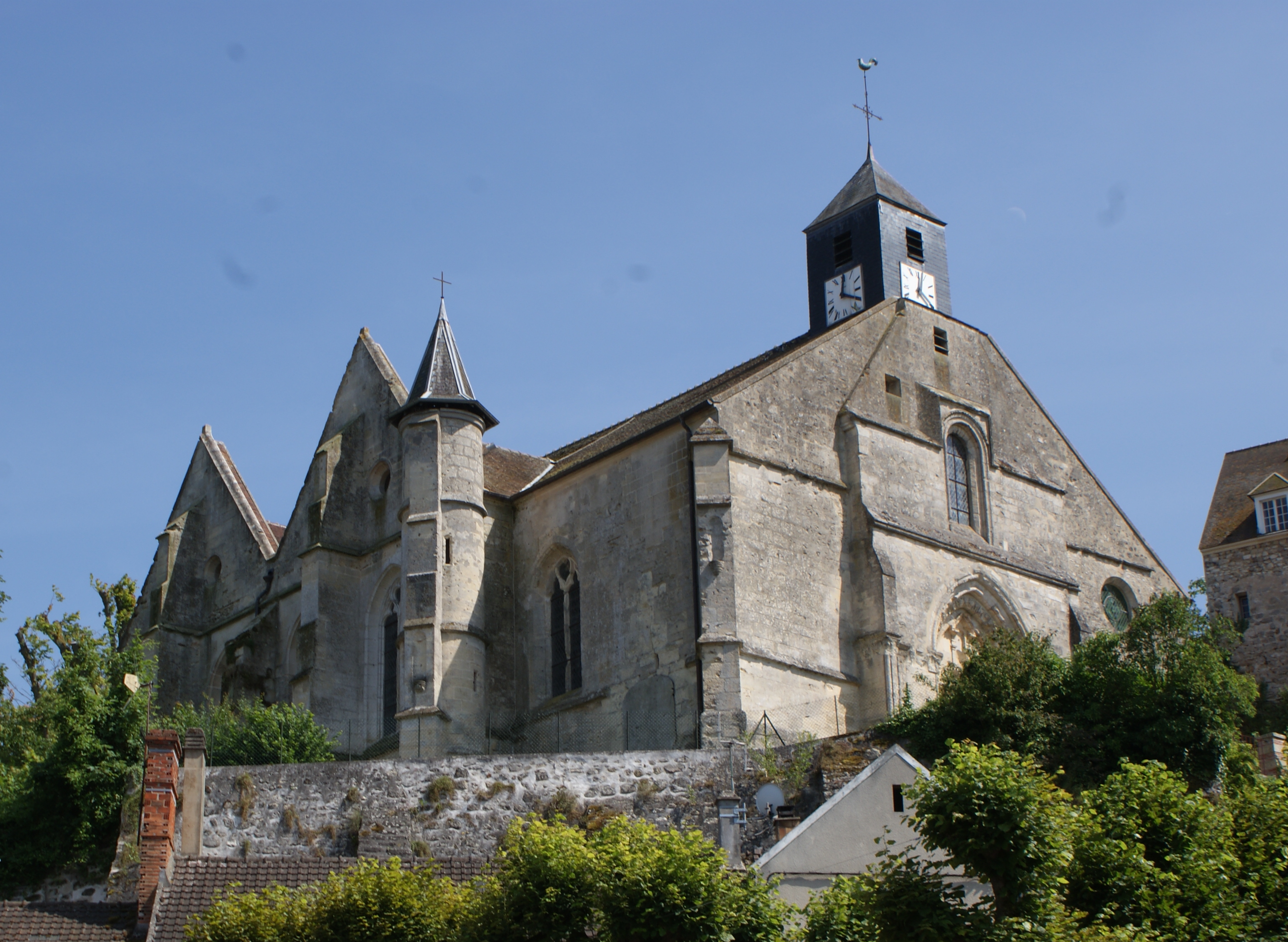
Kirche Saint-Rémi
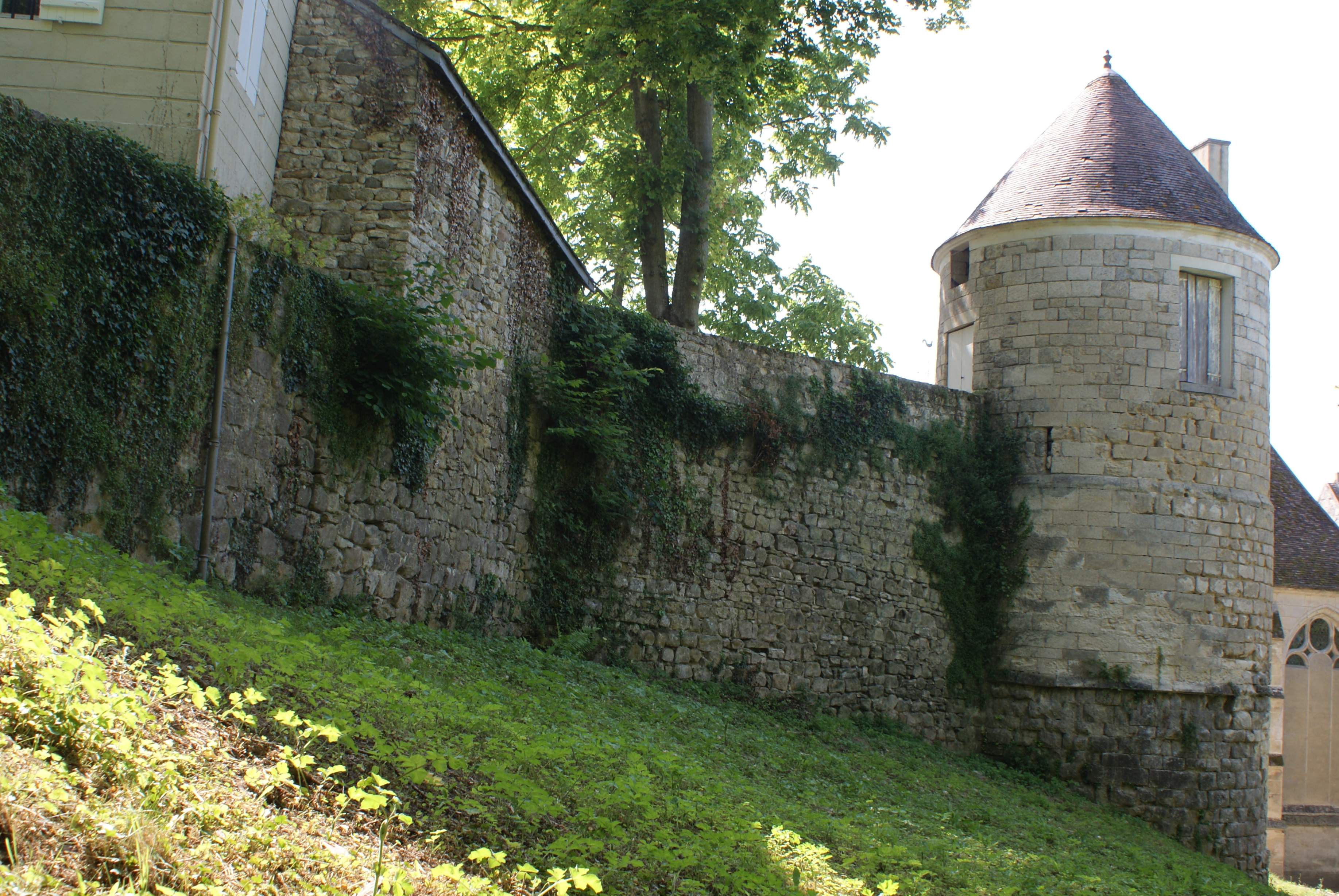
Burgruinen